# Formazza
Formazza est une commune de la province du Verbano-Cusio-Ossola dans le Piémont en Italie. Formazza occupe le val Formazza, dont une grande partie des crêtes forme la frontière italo-suisse. La commune est de langue et de culture walser.

## Administration
| Période                                  | Période  | Identité       | Étiquette | Qualité |
| ---------------------------------------- | -------- | -------------- | --------- | ------- |
| 28 mai 2002                              | En cours | Elena Bernardi |           |         |
| Les données manquantes sont à compléter. |          |                |           |         |

### Hameaux
Les hameaux de Formazza/Pomatt sont (sous la double forme, italienne et allemande/walser) :
- Antillone/Buneigä
- Brendo/In der Brändä
- Canza/Früttwald-Am Steg-Früttwaald
- Chiesa-Alla Chiesa/Andermatten-Andrmattu-Zer Chilchu
- Fondovalle/Staf(f)elwald-Schtaafelwaald
- Foppiano/Unter Stald-Untermstalden-Unnerum Schtaldä
- Frua/Uf der Frütt
- Frua di Sopra-Sopra la Frua/Auf der Frutt-Auf der Frut
- Grovella/Gurflen-Gurfelen-Gurfelä
- Morasco/Morast-Moraschg
- Ponte-Al Ponte/Zum Steg-Zumstäg-Zumschtäg-Zer Briggu
- Riale/Kehrbäch(i)-Cherbäch
- Valdo/Wald-Waald
- San Michele/Sankt Michael-Tuffwaald

Toponymes concernant des alpages ou des groupes de maisons :
- Agaro/Ager
- Bruggi/Ds Brennig Hischeru
- Cramec/Grameck
- Ecco/Egga
- Ghighel/Gigeln
- Hei/Hey
- Regina/Königin

### Communes limitrophes
Baceno, Premia